# El dirigible
El dirigible és una pel·lícula de 1994 dirigida per Pablo Dotta. Va ser la coproducció uruguaiana amb major pressupost en la història de la cinematografia d'aquest país i també va significar la fallida per a la productora uruguaiana. Va ser la primera pel·lícula uruguaiana a ser presentada en Canes. La crítica la va rebre amb opinions oposades. En 1994 va guanyar el Premi Coral d'Òpera Prima en el Festival Internacional del Nou Cinema Llatinoamericà de l'Havana i a l'any següent va obtenir el premi a la Millor Música Original al Festival Internacional de Cinema de Cartagena de Indias, però va representar un fracàs de taquilla.

## Argument
La pel·lícula comença amb la presentació de totes i cadascuna de les productores i productors associats amb lletres blanques en fons negre. En acabar, se sent un tret i apareix una fotografia de Baltasar Brum en sépia al costat d'altres tres homes i un anunci d'una cartellera de cinema de l'estrena d’ «El Dirigible», per Jack Holt. Una veu femenina comença a parlar en off primer en francès i després en castellà mentre per darrere de la imatge de Brum unes mans li fan talls amb un bisturí. S'escolten diversos esbufecs i el grinyol que es produeix en lliscar el tall de l'instrument sobre un vidre. Mentre les mans van retirant els trossos de la foto amb pinces, la veu conta que no va conèixer al seu avi, aficionat a filmar, i que l'últim que va filmar va ser el suïcidi de Brum. La imatge queda totalment en blanc quan es retiren tots els trossos de diari i els títols passen a tenir lletres negres. Encara sense acabar la presentació, apareix una filmació antiga del passatge del dirigible Graf Zeppelin per Montevideo en la dècada de 1930 amb una cançó a cappella, que és l'única part musicalitzada de la introducció. Mentre estan acabant els títols s'escolten novament esbufecs.
Finalment la imatge deixa de ser un camp blanc i apareix un ancià recolzat encenent un cigarret. La veu en off li diu que li va demanar a Onetti a Madrid que li mostrés «la foto» —mentre l'ancià sosté a les seves mans la mateixa imatge tallada en els títols. Quan la narradora parla de la seva entrevista amb l'escriptor, s'enfoquen les expressions facials i especialment els ulls de l'home, que no pronuncia una paraula en tot el segment.
En la següent escena un jove (Marcelo Bouquet) fotocòpia una sèrie de fotografies en sépia que mostren el suïcidi de Brum com si fos una pel·lícula quadre per quadre. La periodista (Laura Schneider) pren fotografies del quiosc i ingressa buscant un traductor de francès. Parlen en aquest idioma —sense subtitulat— i quan ella obre la porta per a anar-se entra un corrent d'aire que fa volar les fotocòpies, que es barregen en l'aire. En la següent presa, la periodista està asseguda en un banc de la Plaça Independencia. Al seu costat, una senyora granr recita els primers versos del poema «El inefable», de Delmira Agustini. Quan la protagonista s'aixeca i s'allunya, els coloms volen produint un efecte similar al de les fotocòpies de l'escena anterior, alhora que s'escolta la mateixa cortina musical que en els títols.
A l'interior d'un automòbil, l'inspector Carrizo (Ricardo Espalter) infla un globus blanc que es rebenta quan la periodista treu el cap per la finestreta per a demanar-li l'hora, la qual cosa produeix un so similar al del tret d'obertura. La protagonista s'allunya per a fer una trucada des d'una cabina telefònica —que el policia pot escoltar a través de la ràdio policial. Li pren una fotografia al telèfon i se’n va. El traductor surt d'un ascensor i es troba amb la jove que és assetjada per un núvol de periodistes que li pregunten sobre Onetti. Ella respon utilitzant traducció simultània. En finalitzar l'entrevista tots dos corren cap a un ascensor, i els pot escoltar conversant en francès mentre s'il·lumina el pou de l'ascensor a mesura que descendeix.
En una escena filmada en sépia, es veu l'interior d'un taxi que recorre la ciutat. La veu en off diu que «va tornar per a trobar la imatge que li falta d'aquesta història». El taxista li indica quin és el Palau Excepte i li pregunta si està filmant. La pantalla es posa en blanc. Apareix un braç que corre una cortina sépia. L'inspector està agenollat en el sòl, prenent una mostra. Ingressa el traductor, vestit sol amb un vaquers. L'inspector li diu que no toqui res i es posa a inflar un globus blanc enfront de la finestra, que deixa anar i es desinfla. Ha d'investigar un robatori en el quiosc, però en el seu lloc li pregunta al traductor què és el que ha passat, al que el jove respon «I jo què sé... Vostè és el policia no?» L'inspector aconsella al jove sobre com cremar el quiosc i després comença a parlar incoherències sobre «El Moco». L'aigua de la pluja d'un bany mulla la pantalla, revelant-se que en realitat l'escena transcorria darrere del vidre de la dutxa en la qual la periodista prenia un bany, la qual cosa es posa més en evidència quan es realitza una presa de la protagonista completament nua. Un home de túnica blanca s'agenolla en el mateix lloc en el qual estava el detectiu, revelant-se que l'evidència era una mostra de matèria fecal deixada en el sòl. La fa olor, toca i se l'emporta a la boca. Li diu al traductor —ja vestit— que és freqüent que els delinqüents a més de robar facin altres danys com defecar. Li promet al seu amic que l'ajudarà a trobar al lladre, de qui diu que és «un gurí mal menjat». Tota l'escena transcorre davant de la banyera mentre la protagonista es dutxa. En finalitzar s'asseca el cabell i la pantalla es posa en blanc. El traductor és alçat pel pou d'un ascensor dins d'un pneumàtic fins al sostre d'un edifici, on s'entrevista amb un grup d'adolescents liderats per «El Moco». El traductor li pregunta per la càmera de la periodista i l'adolescent pretén negociar-la a canvi de diners. Com el traductor no té els diners, es retira.
En una altra escena de sépia dins del taxi mostrant la rambla, la veu en off esmenta els rius que limiten a l'Uruguai i que en aquest moment el Riu de la Plata no es veu però que està darrere de la boirina. La pantalla es posa en blanc i passa a la llum de la fotocopiadora del quiosc on està el traductor, mentre que una veu anuncia un espectacle en el Palau Excepte. La periodista pren l'ascensor (on hi ha un ascensorista), i mentre baixa l'ascensor la periodista comença a sentir un soroll molt agut i es tapa una oïda. Quan surt de l'ascensor, està en un saló on hi ha gots tirats mentre s'escolta la veu que anunciava l'espectacle. Allí la periodista es troba amb un empassafocs en un escenari posant les seves coses en un maletí. La periodista li diu alguna cosa en francès i l'empassafocs baixa de l'escenari (fent so similar al del tret d'obertura) i acompanya a la periodista. Tots dos espien a un bomber borratxo rentant el pis amb la mànega. En aquest moment una banda d'adolescents xinesos el molesten i se’n van. L'inspector Carrizo apareix amb un globus blanc a la mà i li pregunta al bomber si ha vist a «El Moco» i aquest respon que no. Carrizo li pregunta si no li feia vergonya estar borratxo amb l'uniforme i el bomber li respon si no li feia vergonya caminar amb un globus d'aniversari, al que Carrizo respon que els col·lecciona i es retira. Sense canviar d'escena, l'empassafocs apareix llançant focs amb una bengala i la periodista el mira sorpresa. En això apareix el traductor i el bomber els fa fora dient que no es pot jugar amb foc.

## Antecedents
Va ser la primera pel·lícula uruguaiana a ser presentada a Canes, anunciada com «la primera pel·lícula del cinema uruguaià», encara que de fet s'havien produït altres pel·lícules ja des de 1898 però a causa de la no existència d'una indústria filmogràfica pròpia ni produccions estables, es perdien els antecedents dels treballs anteriors.

## Repartiment principal

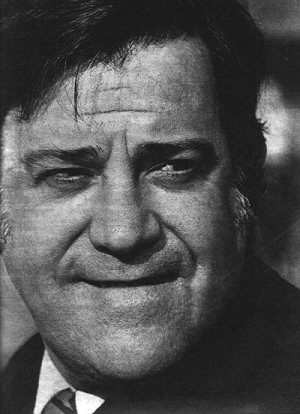
Ricardo Espalter, interpreta a l'inspector de policia.

| Actor/actriu       | Personatge                                          |
| ------------------ | --------------------------------------------------- |
| Laura Schneider    | Maude (periodista francesa jove bonica i seductora) |
| Marcelo Bouquet    | Traductor                                           |
| Eduardo Miglionico | Julio (veterinari)                                  |
| Gonzalo Cardozo    | El Moco                                             |
| Ricardo Espalter   | Inspector Carrizo                                   |
| Luis Aranovsky     | Empassafoc                                          |

## Preproducció

### Finançament i suport
Dotta i Besuievsky van realitzar Tahití, un curtmetratge que va cridar l'atenció d'un directiu de Channel 4 de Londres, qui es va interessar en el seu treball. Van decidir treballar junts en un projecte en el qual el canal anglès seria coproductor, filmat en 35 mm pels requeriments internacionals, encara que a l'Uruguai no s'utilitzava des de la dècada de 1960 excepte per a alguns curts publicitaris. Dotta i Besuievski van crear la productora Nubes, Imágenes en Movimiento i cercaren més suport. En el procés d'aconseguir finançament, diverses empreses es van retirar de la producció i van ingressar noves.
La Fundació Rockefeller amb la Fundació MacArthur de partenaire li va atorgar una de les vint beques del Programa Intercultural de Film i Vídeo per a Projectes Experimentals. Va ser la primera vegada que es lliuraven beques fora dels Estats Units. Sobre aquest tema el president de la Fundació Rockefeller va dir que «molt sovint films importants no són fets perquè els realitzadors manquen de suport financer. Els nostres premis confirmen una vegada més la comesa de la Fundació de promoure el talent dels artistes audiovisuals els treballs dels quals exploren els llegats de la diversitat cultural aquí i a Llatinoamèrica.»
Després de la beca de la Fundació Rockefeller, van aconseguir el suport internacional de l'Institut Cubà d'Art i Indústria Cinematogràfiques i el Centre de Capacitació Cinematogràfica (Estudios Churubusco, Mèxic), i el nacional de la Fundació Banc de Boston, Federal Express i les ambaixades de França i Mèxic. La pel·lícula va ser declarada a més «d'interès nacional» pel Ministeri de Turisme i el Ministeri d'Educació i Cultura i afavorida per la Intendència Municipal de Montevideo.

### Guió
Segons Martínez y Zapiola, «Cal raonar que en algun moment del procés, Dotta va perdre el control».

### Elecció del repartiment
Besuievsky i Dotta van seleccionar a Eduardo Migliónico per a representar al veterinari Julio, a Ricardo Espalter com el policia i a Marcelo Bouquet com el traductor, qui hagué de viatjar des de Mèxic per a poder filmar. El paper femení va ser l'últim a omplir-se perquè malgrat audicionar a més de cinquanta actrius tant a Montevideo com a Buenos Aires cap omplia les expectatives del director i la productora. Finalment van triar Laura Schneider, una model uruguaiana de vint-i-dos anys que treballava per a Valentino a Montevideo i Elite a Nova York. Schneider va haver de prendre classes intensives de francès per a preparar-se per al rodatge que va començar el 2 de novembre de 1992, a penes dues setmanes després de ser seleccionada.

## Producció
El dirigible va ser la tesi de Pablo Dotta. La productora Mariela Besuievsky comenta: «L'experiència va ser increïble. La vaig produir de cap a cap; vaig buscar el finançament i la vaig promoure després de realitzada. Va ser la meva gran escola i una experiència molt removedora, perquè en aquest moment fer audiovisual a l'Uruguai era bastant difícil.»

### Banda sonora
La musicalització de la pel·lícula va estar a càrrec de Fernando Cabrera, que el va gravar en l'estudi situat al soterrani del matrimoni d'artistes Washington Carrasco i Cristina Fernández. De música popular i titulat Música para El dirigible, va obtenir el primer premi a la millor música en el Festival Internacional de Cinema de Cartagena de Indias, el 1995.
«Tiroleses» és una al·lusió al Palau Salvo, edifici simbòlic de Montevideo sobre el que va sobrevolar el Graf Zeppelin els dies 29 i 30 de juny de 1934.«Santa María» i «Santa María Para Rato» fan referència directa a la ciutat imaginada per Onetti.
Zaragoza Latina defineix la banda sonora com a «espectacular», si bé referint-se a «La casa de al lado», Agustín Acevedo Kanopa de La Diaria comenta: «se li pot posar uns porotos al seu favor, però l'irregular (o fallit) del dirigible no permet que la cançó s'imbriqui […] amb la pel·lícula», mentre que Ahunchain la defineix com «tal vegada una de les cançons més belles de la música popular uruguaiana».
L'àlbum conté les següents pistes:
| Núm. | Cançó                 | Núm. | Cançó                |
| ---- | --------------------- | ---- | -------------------- |
| 1.   | Centro Afuera         | 10.  | Santa María          |
| 2.   | Temaude               | 11.  | Literal con Tránsito |
| 3.   | Niños con Guitarra    | 12.  | Tema G               |
| 4.   | Santa María para Rato | 13.  | Casa de Maude        |
| 5.   | Para Rato             | 14.  | La Casa de al lado   |
| 6.   | Tiroleses             | 15.  | Adiós a Salto        |
| 7.   | Literal con Lanto     | 16.  | Anticuerpos          |
| 8.   | La Región             | 17.  | La mama vieja        |
| 9.   | Escola de Fa          |      |                      |

Sobre la seva experiència en fer música per a bandes de pel·lícules Cabrera va dir: «M'haig de col·locar psicològicament en un altre lloc perquè aquí no mano jo. Ve el director i em diu: això no m'agrada, canvia-ho. Em va passar amb "El Dirigible"; em vaig trencar l'ànima fent els arranjaments i va venir Dotta i em va dir: "Trauré només el contrabaix de tota aquesta música, usaré només la línia del contrabaix". Va ser dur però què podia fer jo? Era el director, ell va veure alguna cosa que jo no vaig veure, i de tot aquest arranjament que jo vaig fer per a set instruments ell va veure només en el contrabaix el que precisava. I va anar així. Et pots molestar o no, depèn del caràcter de cadascun. En veure després el resultat vaig comprovar que tenia raó. Em posa en un altre lloc, més humil potser.» Algunes cançons de l'àlbum van aparèixer en una selecció posterior al costat d'altres títols de l'autor en un àlbum recopilatori anomenat Noventa.

## Postproducció
Una vegada realitzada la filmació, la duana no permetia traslladar-la a la l'Argentina per a poder revelar el film. Això va ser aconseguit tan bon punt un diplomàtic va trobar en la legislació un article que autoritzava la impressió a Concordia d'un diari de Salto.
Per a la presentació, el Festival de Canes requeria un «certificat de nacionalitat» l'existència de la qual no estava prevista en la legislació uruguaiana. Finalment el problema va ser esmenat amb un certificat estès pel Ministeri d'Educació i Cultura.

## Llançament i recepció
La preestrena de la pel·lícula a l'Uruguai es va realitzar al Cine Plaza el 21 de juliol de 1994, i es va estrenar l'endemà al Cine Central, on la van projectar per deu setmanes. Segons Osvaldo Saratsola «En la pitjor temporada de la història per a l'exhibició cinematogràfica comercial local va portar 13.188 espectadors a la sala d'estrena, situant-se en el desè primer lloc de l'any». Tanmateix, per recuperar els costos de la inversió realitzada, Cinemateca Uruguaiana va calcular que s'haurien necessitat 1.100.000 espectadors, la qual cosa representa més un terç de la població del país en l'època —3.000.000 d'habitants—, quan un uruguaià anava al cinema en mitjana 0,3 vegades a l'any. En comparació, la pel·lícula més vista en la història de l’Uruguai —El pequeño héroe del Arroyo del Oro, l'última pel·lícula del cinema mut del país— va tenir 150.000 espectadors en un període de vint anys d'exhibició a partir de la seva estrena en 1929.

### Recepció crítica
Diario Sur la qualifica d’«imprescindible», mentre que Zaragoza Latina la defineix com «una pel·lícula altament poètica».
Malgrat les crítiques positives, la reacció del públic cap a la pel·lícula va ser majoritàriament negativa, per la seva trama complexa i una imatge grisa de la ciutat amb «imatges que tant van escandalitzar al Tontovideo  dels anys 90 —recordo senyores que trucaven per telèfon a les ràdios queixant-se que la pel·lícula no mostrava les nostres belleses turístiques—» però amb «una profunda arrel onettiana», diu el dramaturg uruguaià Álvaro Ahunchain. Durant diversos anys va poder llegir-se en una paret de Montevideo un grafiti que deia: «Jo vaig entendre El Dirigible!» signat en forma apòcrifa per José Feliciano, cantautor porto-riqueny, cec de naixement.
En el mateix sentit, Leonardo Lorenzo, periodista i director de Una manera de bailar va comentar: «-Com per a molts espectadors, El dirigible va tenir per a mi una sensació d'una certa frustració i, amb perdó de la metàfora, d’ "indigestió". Hi havia escenes poderosíssimes -encara ho són- i un punt de partida fascinant -la relació de l'Uruguai amb la imatge- que, al meu criteri, quedaven anul·lats per una feble i capritxosa coartada narrativa».
Segons Martínez y Zapiola, «El film és en realitat un fracàs distingit, un exercici intel·lectual presumptuós i una miqueta snob, en el qual cal reconèixer no obstant això una certa sensibilitat visual i una difuminada suggestió poètica per a la seva captació d'imatges de la ciutat».
Enrique Buchichio va explicar: «en el seu moment [el film] va sofrir l'escarn públic de bona part de la crítica i el públic que van dipositar en ell les seves pròpies expectatives sobre el llavors inexistent cinema uruguaià […] I un film molt personal sobre un Uruguai gris, boirós, al qual li falten peces per a construir el trencaclosques de la seva identitat i la seva memòria, no semblava ser el que la majoria estava esperant.»Va afirmar que degué analitzar-se com la visió personal d'un videoartista jove «i no com LA pel·lícula uruguaiana que tots volíem veure»Per a Buchichio El dirigible «resumeix gairebé a la perfecció una manera de ser uruguaiana molt pròpia de la seva època (probablement de totes les èpoques). I a més posseeix algunes de les escenes visualment més riques del cinema uruguaià. De debò.»

### Premis i reconeixements
Al 47è Festival Internacional de Cinema de Canes de 1994 va ser nominada en la Setmana Internacional de la Crítica, on la crítica especialitzada li va donar el tercer lloc. Aquest mateix any va participar del Festival Internacional del Nou Cinema Llatinoamericà de l'Havana en la categoria Opera Prima, rebent el Premi Coral compartit amb Hasta morir de Fernando Sariñana. a participar dels festivals de Sitges, Sant Sebastià, Gramado i Rio de Janeiro. Al març de l'any següent va ser presentada en el Festival Internacional de Cinema de Cartagena de Indias, en el qual va obtenir el premi a la Millor Música Original, i un mes després va participar del Festival Internacional de Cinema de Chicago.

## Format casolà
Per una política interna per a difondre en forma massiva la producció uruguaiana en vídeo i cinema, l'empresa Halven va editar i va distribuir la pel·lícula en VHS a partir del 12 de març de 1995. El llançament va coincidir amb la finalitat de la presentació de la pel·lícula en el Festival de Cartagena de Indias. Abans Halven havia fet el propi amb La historia casi verdadera de Pepita la Pistolera.
El dirigible va ser publicat en DVD, que a més de la pel·lícula contenia material addicional com un tràiler, les retrospectives del procés de filmació de dues escenes (l'escalada dels Tiroleses al Palau Salvo i la persecució policial del lladre a la Platja Ramírez), filmografies dels protagonistes i una entrevista a Onetti realitzada pel director i la productora.